# Lingua aka (Sudan)
La lingua aka o sillok o jebel silak è una lingua appartenente alla famiglia linguistica Nilo-Sahariana, ramo Sudanico orientale, parlata dal popolo sillok del Sudan.
Si tratta di una lingua che corre grossi rischi d'estinzione in quanto soffre del processo di deriva linguistica verso l'arabo, e verso la lingua berta che è utilizzata dalla maggior parte della popolazione.